# Кодбек лез Елбеф
Кодбек лез Елбеф (фр. Caudebec-lès-Elbeuf) насеље је и општина у северној Француској у региону Горња Нормандија, у департману Приморска Сена која припада префектури Руан.
По подацима из 2011. године у општини је живело 9905 становника, а густина насељености је износила 2691,58 становника/km². Општина се простире на површини од 3,68 km². Налази се на средњој надморској висини од 13 метара (максималној 75 m, а минималној 4 m).

## Демографија
| 1962. | 1968. | 1975. | 1982. | 1990. | 1999. | 2011. |
| ----- | ----- | ----- | ----- | ----- | ----- | ----- |
| 9.270 | 9.595 | 9.469 | 8.963 | 9.902 | 9.904 | 9.905 |

График промене броја становника у току последњих година